# Jevgeni Sokolov (wielrenner)
Jevgeni Vladimirovitsj Sokolov (Russisch: Евгений Владимирович Соколов) (Moskou, 11 juni 1984) is een Russisch voormalig wielrenner.

## Belangrijkste overwinningen
2006
- Russisch kampioen op de weg, Beloften
- 4e etappe Circuit de Saône-et-Loire
- 1e etappe Bidasoa Itzulia

2007
- Bordeaux-Saintes
- Boucles du Sud Ardèche
- Chrono de Sainte-Menehould

2009
- 2e etappe Ronde van Gabon

## Resultaten in voornaamste wedstrijden
| Jaar | Ronde van Italië | Ronde van Frankrijk | Ronde van Spanje |
| ---- | ---------------- | ------------------- | ---------------- |
| 2009 | 169e (laatste)   |                     |                  |

Wielerploegen van Jevgeni Sokolov
Belgy ·
Bernaudeau ·
Bonnaire ·
Champion ·
Claude ·
Clement ·
Clerc ·
Crosbie ·
Fédrigo ·
Florencio ·
Gaudin ·
Gène ·
Geslin ·
Haddou ·
Jérôme ·
Labbe ·
Lefèvre ·
Martias ·
Pichot ·
Pineau ·
Pütsep ·
Quéméneur ·
Renier ·
Sokolov ·
Sprick ·
Trofimov ·
Tschopp ·
Turgot ·
Voeckler ·
Jeandesboz (stagiair) 
Arashiro ·
Belgy ·
Bernaudeau ·
Bonnaire ·
Bonnet ·
Bouyer ·
Chainel ·
Claude ·
Fédrigo ·
Gaudin ·
Gautier ·
Gène ·
Haddou ·
Jérôme ·
Labbe ·
Lefèvre ·
Le Floch ·
Martias ·
Pichot ·
Quéméneur ·
Rolland ·
Sokolov ·
Sprick ·
Trofimov ·
Tschopp ·
Turgot ·
Voeckler ·
Cousin (stagiair) ·
Guay (stagiair) ·
Hurel (stagiair) 